# Hippopotamus (restaurant)
Hippopotamus is een keten van grillrestaurants die voornamelijk in Frankrijk zijn gevestigd,  dat een nijlpaard had als logo. De keten is eigendom van Groupe Bertramd. De restaurants zijn dagelijks geopend van 11.00 uur tot 01.00 uur.
In november 2013 heeft het 170 filialen. Het heeft ook vestigingen in Ivoorkust, Marokko, Algerije, Portugal, Verenigde Arabische Emiraten, Rusland, Thailand en Tunesië.

## Geschiedenis
Medio 1968 opende Christian Guignard zijn eerste grillrestaurant nabij de Champs-Élysées in Parijs, waar prime rib met Franse frietjes werd geserveerd op een dikke houten plank. Zonder zich te conformeren aan de gastronomische tradities, werden vegetarische gerechten, verrassingsmenu's en bijgerechten van sperziebonen geïntroduceerd.
In februari 1992 kocht de Groupe Flo (onder leiding van Jean-Paul Bucher) de activa van Hippopotamus.
Een groot deel van de Bistro Romain-restaurants, die ook eigendom waren van de Groupe Flo werden vanaf 2009 omgebouwd naar Hippopotamus-restaurants of andere concepten van de Groupe Flo.  Het concept Bistro Romain verdween hiermee uit het straatbeeld.
In 2017 werd de restaurantketen door de Groupe Flo verkocht aan de Groupe Bertrand. De Groupe Bertrand wil de restaurants vernieuwen, met een nieuwe inrichting die warm en authentiek is en de introductie van een nieuwe manier van grillen. Het eerste restaurant nieuwe stijl was dat aan de Avenue Wagram in Parijs. In 2018 had de keten  meer dan 130 restaurants in Frankrijk, waarvan ongeveer de helft franchisevestigingen. Hiermee werd een omzet behaald van ca. €220 miljoen. Het bekende logo met het nijlpaard is verdwenen, omdat men het niet meer vond passend vond.